# Kobé (département)
Pour les articles homonymes, voir Kobe (homonymie).
Le département du Kobé est un des quatre départements composant la région du Wadi Fira au Tchad. Son chef-lieu est Iriba.

## Subdivisions
Le département du Kobé est divisé en quatre sous-préfectures :
1. Iriba
2. Ourba[1]
3. Matadjana
4. Baou

## Administration
Préfets du Kobé (depuis 2002)
- 9 octobre 2008 : Djessiri Ouang Ting[2]